# Imperator (grzyby)
Imperator – rodzaj grzybów należący do rodziny borowikowatych (Boletaceae).

## Systematyka
Pozycja w klasyfikacji według Index Fungorum: Imperator, Boletaceae, Boletales, Agaricomycetidae, Agaricomycetes, Agaricomycotina, Basidiomycota, Fungi.
W wyniku prowadzonych w ostatnich latach badań filogenetycznych w obrębie rodzaju Boletus nastąpiły znaczne przetasowania w jego systematyce. Rodzaj Imperator powstał przez wyłączenie niektórych gatunków z rodzaju Boletus.
W rekomendacjach nr 3/2024 Komisji ds. Polskiego Nazewnictwa Grzybów Polskiego Towarzystwa Mykologicznego opublikowano zalecaną nazwę polską tego rodzaju, która jest tożsama z nazwą łacińską.
Gatunki:
- Imperator luteocupreus (Bertéa & Estadès) Assyov, Bellanger, Bertéa, Courtec., G. Koller, Loizides, G. Marques, J.A. Muñoz, N. Oppicelli, D. Puddu, F. Rich. & P.-A. Moreau 2015 – imperator żółtomiedziany
- Imperator rhodopurpureus (Smotl.) Assyov, Bellanger, Bertéa, Courtec., G. Koller, Loizides, G. Marques, J.A. Muñoz, N. Oppicelli, D. Puddu, F. Rich. & P.-A. Moreau 2015 – imperator różowopurpurowy
- Imperator torosus (Fr.) Assyov, Bellanger, Bertéa, Courtec., G. Koller, Loizides, G. Marques, J.A. Muñoz, N. Oppicelli, D. Puddu, F. Rich. & P.-A. Moreau 2015 – imperator krępy, borowik kręty
- Imperator xanthocyaneus (Ramain) Klofac 2018

Wykaz gatunków (nazwy naukowe) na podstawie Index Fungorum. Polskie nazwy na podstawie rekomendacji Polskiej Komisji Nazewnictwa Grzybów przy Polskim Towarzystwie Mykologicznym.